# Городская литература Средневековья
Городская литература — это литература здравого смысла, жизненной прозы и рассудительности.
Начинает свое становление с конца XI в. Расцвет приходится на XIII—XIV вв. Героями данной литературы выступают купцы, ремесленники, клирики, воры, бродяги, а не безупречный рыцарь и его прекрасная дама.

## Становление городской литературы
С XII в. в Западной Европе наблюдается активный рост средневековых городов, на основе которых происходит формирование особенной идеологии, своего представления о человеке, о смысле жизни и т. д. Население города было разнообразным: это не только ремесленники и торговцы, но и духовные лица, рыцари, школьники, бывшие крестьяне, беднота. Человек города был более свободен, и многое зависело от его личной инициативы, предприимчивости, находчивости. Можно смело сказать, что происходит формирование нового человека.
В рамках средневекового города начинает формироваться особый тип литературы, а именно городская литература. Устойчивые черты городская словесность приобретает в эпоху зрелого Средневековья, то есть в ХII — первой половине XIII в. Создавалась она на окончательно сложившихся к ХII в. национальных языках и охотно вбирала в себя элементы латинской и куртуазной словесности. Так, нисколько не утратила популярности житийная литература, которая создавалась теперь на народных языках. Городская цивилизация выработала и свои варианты эпоса — высокий (аллегорическая поэма) и низкий (сказания о животных). Аллегория — предметное воплощение абстрактных понятий («разум», «любовь», «грех», «милосердие» и др.) была одним из главных изобразительных средств в средневековом искусстве. Литературная аллегория вошла в моду после появления поэмы «Роман о Розе».

## Особенности городской литературы
В центре внимания городской литературы оказывается повседневная жизнь человека, которая показывается без всяких прикрас. Ей свойственен трезвый взгляд на мир. В отличие от рыцарской литературы она носит дидактический и сатирический характер. Горожане не стремились к излишней изящности, красоте, главное для них было как можно точнее донести мысль и подтвердить ее примерами. Именно поэтому городская литература начинает использовать не только стихотворную форму, но и прозу. Кроме того, горожане начинают выполнять прозаические пересказы рыцарских романов. В городской литературе использовались слова и выражения ремесленного, народного и даже жаргонного происхождения. Герой данной литературы — это не индивидуализированный рядовой человек. Главными чертами героя являются хитрость, изворотливость и жизненный опыт. Перед читателем он предстает во время борьбы со священниками, феодалами и т. д., при этом привилегии не на его стороне.
Объектом изображения таких жанров, как французское фаблио (фр. "по басёнка от лат. fabula — «рассказ») или немецкие шванки (нем. «шутка») являлась грешная человеческая природа. Эти жанры действительно представляют собой небольшие рассказы шутливого содержания. В незатейливых, грубоватых и часто непристойных историях главными героями выступают неверная жена, обманутый муж, хитрые священники и необразованные крестьяне, а в центре повествования обычно всякого рода плутни и ловкие проделки. Так, в одном из самых известных фаблио «Завещание осла» рассказывается, как некий аббат похоронил любимого осла по христианскому обряду и вызвал тем самым сильнейшее негодование епископа. Но прелат простил грешника, едва получив 12 ливров, якобы завещанных ослом на поминовение души.
Во многих фаблио и шванках можно выявить черты сатиры. Но в целом, для городской литературы характерно «всеосмеивание». В Средние века считалось, что человеческая природа не поддаётся исправлению, ибо она безнадёжно «испорчена» с момента грехопадения первых людей. Именно поэтому грешной (смешной) становилась сама реальная жизнь. Но человеческая душа могла обрести спасение и нуждалась в нравственном уроке. И нравоучение проникает во все жанры, в том числе в фаблио и шванки, относящиеся к народной смеховой культуре. Подобная литература связана с карнавальным мироощущением человека той эпохи. Карнавал словно бы переворачивал устойчивый мир средневековых понятий и одновременно включал их в систему своих ценностей. Поэтому в городской культуре так органично сочетались, казалось бы, непримиримые противоположности: высокое и низкое, небесное и земное, утончённая духовность и грубое телесное начало.

## «Роман о лисе»
Анонимный «Роман о Лисе» относится к так называемому животному эпосу. Главными источниками являются сказки о животных. Многие бродячие сюжеты встречаются у большинства индоевропейских народов. Например, русскому читателю хорошо знакомы истории о том, как лисица выманила сыр у вороны или же как воровала рыбу, прикинувшись мертвой, а волк из-за неё примерз ко льду и лишился хвоста. Эти и другие проделки лисы занимают достойное место и в старофранцузском животном эпосе.
«Роман о Лисе» состоит из 30 частей. Он складывался начиная с конца XII в. на протяжении почти целого столетия. Главный герой — хитроумный и озорной лис Ренар. Сначала появились небольшие поэмы, посвящённые отдельным случаям из его жизни. Затем эти поэмы стали соединять, добавляя всё новые и новые истории. В них рассказывалось о похождениях Ренара, который сумел досадить всем зверям: волку Изенгрину, медведю Брёну, коту Тиберу и даже владыке животного царства — льву Ноблю. Впрочем, иногда доставалось и самому Ренару, причём в столкновении с такими слабыми для него противниками, как петух Шантеклер или улитка Медлив.

Основная сюжетная линия цикла — борьба изворотливого Ренара с мстительным Волком Изенгрином. Оба — знатные особы и состоят на службе у короля Нобля. Однако во многих эпизодах звери сохраняют присущие им повадки. Чаще всего это случается, когда они оказываются в лесу или в поле. Такая двойственность изображения особенно смешна в сценах, где герои изображены и как люди, и как животные. Знаменитый эпизод с «Вороной и Лисицей» начинается так: 
Облюбовали бук бароны,
 Тот — корни, этот — гущу кроны,
Но разве справедлив удел,
Чтоб этот ел, а тот глядел?
Решив отомстить Медведю Брёну, Лис прельщает его мёдом и тем самым заманивает в ловушку. Крестьяне с дрекольем отделывают Медведя практически до смерти. Казалось бы, это распространенный сказочный мотив, но дальше полуживой Брён скачет жаловаться королю — и теперь он ведёт себя как феодал, который взывает о справедливости к сюзерену:
Коня пришпорив для разгона,
Он в час полуденного звона
Туда влетел во весь опор,
Где Лев держал свой пышный двор.
У зверей в поэме есть национальность — они французы. В одном из эпизодов Ренар выдаёт себя за англичанина и при помощи ломаного французского языка легко обманывает Изенгрина. Кроме того, звери — христиане: они не только крестятся лапой, но и вступают в бой с язычниками — змеями, скорпионами и прочей нечистью. Правая вера торжествует: 
С позиций змеи в беспорядке
Бегут. Кузнечики, на пятки
Им наседал, скачут вслед.
Именно в этом сражении героически погибает петух Шантеклер — один из немногих, кто всегда успешно противостоял Лису. Зато враги повержены, и с главаря «неверных» — Верблюда — живьем сдирают кожу.
Мир зверей в поэме постепенно уподобляется миру людей: державой управляет благородный монарх, окружённый вассалами; церковную власть воплощает архиепископ Осёл Бернар. Как и в реальном мире, звери-феодалы враждуют между собой и ведут сражения по всем правилам тогдашнего военного искусства. Несколько раз повторяется эпизод суда над Ренаром — со всеми деталями средневековой юриспруденции. Хитрый Лис почти всегда выходит сухим из воды, пока его не настигает смерть. Однако безымянным авторам поэмы явно было жаль расставаться со своим героем, и гибель Ренара оказывается мнимой.

## Мистики
В Германии конца XIII в. широкое распространение получило творчество мистиков. Они писали уже не на латыни, а на доступном народу родном языке. Мистики стремились постичь божественную суть бытия без посредничества и самозабвенно погружались в мир души, достигая состояния экстаза. В публичных проповедях, сказаниях о чудесах, мученичестве и стойкости христианских святых, в «плясках смерти» — прозаических сочинениях о всемогуществе смерти и равенстве перед ней и перед Богом всех сословий — мистики использовали яркие метафоры и сравнения, заимствованные из народного языка.

Немецкий мистик Майстер Экхарт (около 1260—1327) считал, что вместилищем Бога являются не небеса, а душа человеческая, поэтому только в ней и следует искать «царство Божие», ибо
«Бог родился в душе, и душа родилась в Боге».
При склонности к мистическому самоуглублению Экхарт отдавал предпочтение не созерцательной, а деятельной любви к страждущим: 
«Если кто, подобно апостолу Павлу, достигнет высшего блаженства в молитвенном экстазе и при этом увидит человека, просящего подаяние, то будет лучше выйти из состояния блаженства и послужить ближнему».
Экхарт обогатил немецкий язык и литературу многими абстрактными понятиями. Учёного волновало противоречие между цельностью бытия и душой человека, которая осознает свою обособленность, но жаждет раствориться в единстве мира. Власти, встревоженные попытками обожествления человека, образовали специальный духовный трибунал, который долго выискивал в сочинениях Экхарта следы ереси. От пыток и унижения его спасла смерть.
Учеником Экхарта считал себя доминиканский монах Генрих Зойзе (около 1295—1366). Однако он не разделял «инакомыслия» своего учителя и не конфликтовал с Церковью. Благодатную почву проповеди Зойзе находили в женских монастырях Южной Германии и Швейцарии. Сочинения Зойзе «Книга истины», «Книга вечной мудрости», «Книга писем», а также знаменитое «Жизнеописание» (около 1362 г.), начатое его «духовной дочерью», швейцарской монахиней Элизабет Штагель, и законченное им самим — замечательные образцы лирической прозы позднего Средневековья. Их отличает напряжённость душевного переживания. Любовь к небесной повелительнице — Божественной Премудрости — рождает у монаха лирические излияния в духе трубадуров и миннезингеров. В причудливых видениях небеса спускаются на землю, ангелы водят хороводы вокруг «пламенеющего сердцем» автора, Дева Мария утоляет его духовную жажду целебным напитком и даже сам Иисус Христос беседует с ним о благости земных страданий.
Немецкие мистики сыграли выдающуюся роль в истории литературы. Они усилили выразительные возможности немецкого языка и, отрешаясь от мирских радостей, не замыкались в абстракциях, а использовали в своих проповедях краски повседневной жизни. Влияние их сочинений на духовную жизнь Германии ощущалось и в последующие эпохи — особенно близки им по духу оказались немецкие романтики.

#### Использованная литература
- Энциклопедия. Том 15. Всемирная литература. Ч. 1. От зарождения словесности до Гёте и Шиллера / Глав. ред. М. Д. Аксенова. — М.: Аванта+, 2002. — 672 с. —С.: 239—242
- История зарубежной литературы: Раннее Средневековье и Возрождение / Под редакцией В. М. Жирмунского. — М., 1987. — 462 с. — С.: 10-19.
- История зарубежной литературы Средних веков и эпохи Возрождения. Практикум. / В. А. Луков, Е. Н. Черноземова. — М., 2004